# オスプレイ (AMS-28)
オスプレイ（USS Osprey, AMS/MSC(O)-28/YMS-422）は、アメリカ海軍が第二次世界大戦中に建造したYMS-135級特務機動掃海艇（YMS-1級のサブクラス）の1隻。その名はミサゴ（Osprey）に因む。

## 経歴
1943年9月9日、オレゴン州アストリアのアストリア海上工事社(Astoria Marine Construction Co.)にてYMS-422として起工され、1944年6月1日にチャールズ・S・ハーパー・ジュニア夫人（Mrs. Charles S. Harper, Jr.)をスポンサーに迎えて進水式を行った。1944年9月27日、シートン・R・ダリー中尉(Seaton R. Daly)を艇長に迎えて就役する。

### 第二次世界大戦
就役後、YMS-422はカリフォルニア州沿岸部の警備に従事し、1945年1月初旬からはハワイ海防区での任務に移った。また、警備任務の合間には掃海訓練にも参加している。終戦間近の1945年夏、西太平洋を経て大日本帝国近海へ向かい、本州周辺の掃海活動に従事した。1945年10月18日からは名古屋方面、12月からは神戸方面での掃海活動を行った。1947年2月17日、機動掃海艇（AMS）に艇種変更され、艇名をオスプレイ（Osprey, AMS-28）と改める。

### 朝鮮戦争
朝鮮戦争勃発後の1950年7月14日、オスプレイは第1騎兵師団の上陸に先駆けて浦項までの海路の事前掃海を行った。9月15日、仁川上陸作戦の際に艦砲射撃を行う戦艦ミズーリの為に周辺の掃海を行った。10月には元山沖の掃海活動に従事し、この際に僚艇2隻が触雷し沈没している。翌年にも同じく元山沖の掃海活動に従事したが、北朝鮮側の砲撃3発を受けて日本への一時撤退を余儀なくされた。修理の後、1953年7月27日の休戦まで朝鮮半島周辺での掃海活動および警備に参加する。終戦までにオスプレイが所属した掃海隊は数多くの掃海記録を称えられ多数の部隊褒章などを授与されている。
1955年2月7日、オスプレイは旧式沿岸掃海艇に艇種変更され艇名をMSC(O)と改める。1955年3月22日、日本政府に貸与され海上自衛隊のうじしま型掃海艇やくしま（MSC-658）として就役し佐世保地方隊に配属された。艇名は屋久島から由来し、この名を受け継いだ日本の艦艇としては、旧海軍の鵜来型海防艦「屋久」に続き2代目にあたる。
1955年4月16日、佐世保地方隊第11掃海隊に配属。1955年6月16日、第1掃海隊群第11掃海隊に配属。1956年1月16日、第1掃海隊群第21掃海隊に配属。1957年3月1日、第1掃海隊群第11掃海隊に配属。1957年9月1日、MSC-658の記号番号を付与される。1961年3月1日、舞鶴地方隊第11掃海隊に配属。1966年3月31日から練習船に種別変更し艦番号をYTE-10と改める。1969年6月15日、日米双方の合意の元で退役が決定し、米海軍艦籍簿からその名が削除された。艦名ははつしま型掃海艇「やくしま」に引き継がれた。

## 受章
第二次世界大戦中、YMS-422は2個の戦闘星章(battle stars)を受章している。また、朝鮮戦争中にはAMS-28として10個の戦闘星章を受章した。